# Henn Põlluaas
Henn Põlluaas (ur. 16 lutego 1960 w Tallinnie) – estoński polityk, publicysta i samorządowiec, deputowany, w latach 2019–2021 przewodniczący Riigikogu.

## Życiorys
W 1978 ukończył szkołę średnią w Tallinnie, a w 1985 studia na Uniwersytecie Tallińskim, uzyskując uprawnienia nauczyciela rysunku i rzemiosła. Pracował w estońskim muzeum sztuki Eesti Kunstimuuseum, jako reżyser w studiu filmowym i redaktor w Eesti Televisioon. Od początku lat 90. zajmował stanowiska menedżerskie w różnych przedsiębiorstwach, zajmował się też działalnością publicystyczną. Autor m.in. książek Eesti-Vene piirileping. Ära andmine või äraandmine? (2010) oraz Lennart Meri. Vabaduse valus valgus (2011).
W latach 2005–2012 był radnym miejskim w Saue, następnie przez trzy lata pełnił funkcję burmistrza. Od 2017 do 2018 zasiadał w radzie gminy Saue. Dołączył do Estońskiej Konserwatywnej Partii Ludowej, którą założył Mart Helme. Powołano go na wiceprzewodniczącego EKRE.
W wyborach parlamentarnych w 2015 z ramienia tego ugrupowania uzyskał mandat deputowanego do Zgromadzenia Państwowego. W 2019 i 2023 z powodzeniem ubiegał się o poselską reelekcję. W kwietniu 2019, będąc kandydatem EKRE, Estońskiej Partii Centrum i partii Isamaa, został wybrany na nowego przewodniczącego estońskiego parlamentu. Pełnił tę funkcję do marca 2021, kiedy to zastąpił go Jüri Ratas. W 2024 został wykluczony ze swojego ugrupowania. W tym samym roku stanął na czele nowego ugrupowania ERK.

## Odznaczenia
- Order Trzech Gwiazd II klasy (Łotwa, 2019)[9]